# 31-й мотострілецький полк «Башкортостан»
31-й мотострілецький полк «Башкортостан» (31 МСП) — тактичне формування Сухопутних військ Російської Федерації. Знаходиться у складі 67-ї мотострілецької дивізії. Сформовано у 2023 році з добровольців Республіки Башкортостан для участі у вторгненні в Україну.

## Історія
На початку 2023 року надійшла ініціатива учасників бойових дій з Башкортостану щодо створення добровольчих бойових підрозділів. На оперативній нараді в Центрі управління республікою 10 квітня 2023 року Глава Башкортостану Радій Хабіров заявив про підтримку ініціативи і запропонував створити іменний мотострілковий полк. До 23 червня 2023 року полк було сформовано. 29 червня 2023 року Радій Хабіров вручив полку його бойовий прапор. Полк проходив бойове злагодження у Самарській області, займаючись тактичною та вогневою підготовкою. Добровольчий мотострілковий полк «Башкортостан» за командуванням Романа Мустафіна увійшов до складу 67-ї мотострілецької дивізії під командуванням полковника Зульфата Нігматзянова.
З вересня 2023 року 31-й мотострілковий полк «Башкортостан» бере участь у повномасштабному вторгненні Росії в Україну.

## Структура
- управління
- мотострілковий батальйон імені Даяна Мурзіна[4];
- мотострілковий батальйон імені Героя Радянського Союзу Тагіра Кусімова;
- мотострілковий батальйон імені Героя Радянського Союзу Міннігалі Губайдулліна;
- танковий батальйон імені Героя Радянського Союзу Сергія Зоріна;
- артилерійський дивізіон імені Мугіна Нагаєва;
- штурмова рота імені Гази Загітова;
- стрілецька рота (снайперів) імені Ахата Ахмет'янова;
- розвідувальна рота імені партизанського командира Вафи Ахмадулліна;
- зенітна артилерійська батарея імені Шаріфа Сулейманова;
- реактивна артилерійська батарея імені Героя Радянського Союзу Олексія Сухорукова
- медична рота імені Ахмета Давлетова;
- рота матеріального забезпечення;
- ремонтна рота;
- підрозділ БЛА «Айгір»